# Сорочкин, Юрий Наумович
Юрий Наумович Соро́чкин (1910—1994) — советский конструктор. Лауреат Сталинской премии второй степени (1943).

## Биография
Родился 7 (20) января 1910 года.
С 1930-х годов работает конструктором на автозаводе имени В. М. Молотова.
В 1952—1963 годах — главный конструктор ПАЗ имени А. А. Жданова. Принимал активное участие в разработке автомобилей ПАЗ.

В годы Великой Отечественной войны вместе с В. А. Дедковым передал Сталинскую премию в Фонд обороны:
Москва, Кремль Председателю Государственного Комитета Обороны Маршалу Советского Союза Товарищу СТАЛИНУ ИОСИФУ ВИССАРИОНОВИЧУ 
Сердечно благодарим Советское Правительство за высокую оценку нашей работы по усовершенствованию конструкции танка. Вносим причитающуюся нам часть премии Вашего имени в фонд Главного Командования на строительство танков. 
Конструкторы Горьковского автомобильного завода имени Молотова Ю. Н. СОРОЧКИН, В. А. ДЕДКОВ
Горький
Конструкторам Горьковского автомобильного завода имени Молотова 
Ю. Н. СОРОЧКИНУ, В. А. ДЕДКОВУ 
Примите мой привет и благодарность Красной Армии, товарищи Сорочкин и Дедков, за Вашу заботу о бронетанковых силах Красной Армии. 
И. СТАЛИН 
Газета «Известия», 4 апреля 1943 года
Ю. Н. Сорочкин умер 2 июня 1994 года. Похоронен в Нижнем Новгороде на Румянцевском (Ольгинском) кладбище.

## Награды и премии
- Сталинская премия второй степени (1943) — за усовершенствование конструкции танка (с коллективом)
- орден Красной Звезды (1944)
- медаль «За трудовое отличие» (1941)